# Dioncounda Sacko
Pour les articles homonymes, voir Sacko.
Dioncounda Sacko, née le 27 juillet 1967 à Bamako, est une femme politique malienne. 

## Carrière
Elle est élue députée à l'Assemblée nationale dans le cercle de Diéma, pour le compte du Congrès national d'initiative démocratique, aux élections législatives maliennes de 2013. Elle se représente, cette fois pour le parti Mouvement pour le Mali (MPM), aux élections législatives maliennes de 2020, mais n'est pas réélue.